# Großsteingräber bei Zeitlow

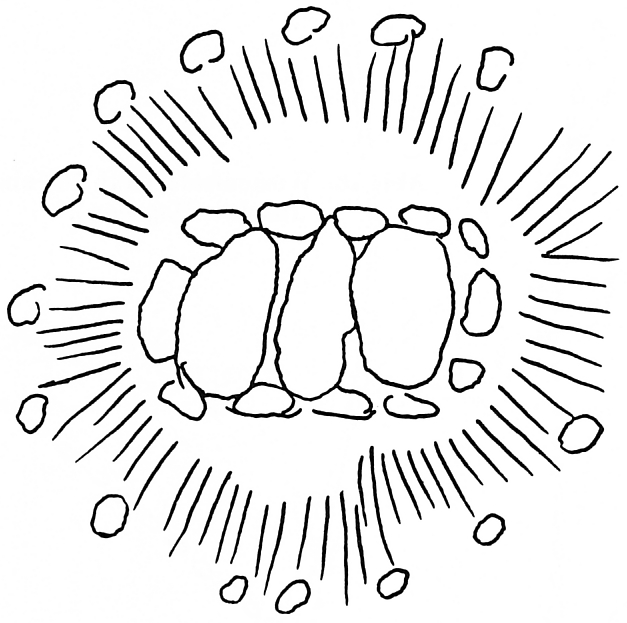
Grundriss eines Grabes bei Zeitlow nach von Hagenow

Die Großsteingräber bei Zeitlow waren sieben megalithische Grabanlagen der jungsteinzeitlichen Trichterbecherkultur bei Zeitlow, einem Ortsteil von Loitz im Landkreis Vorpommern-Greifswald (Mecklenburg-Vorpommern). Sie wurden vermutlich im späten 19. oder frühen 20. Jahrhundert zerstört. Die Existenz der Gräber wurde in den 1820er Jahren durch Friedrich von Hagenow handschriftlich erfasst. Seine Notizen wurden 1961 von Hansdieter Berlekamp veröffentlicht. Zu einer Anlage liegt eine Grundrisszeichnung vor. Dieses Grab trägt die Sprockhoff-Nummer 570.

## Lage

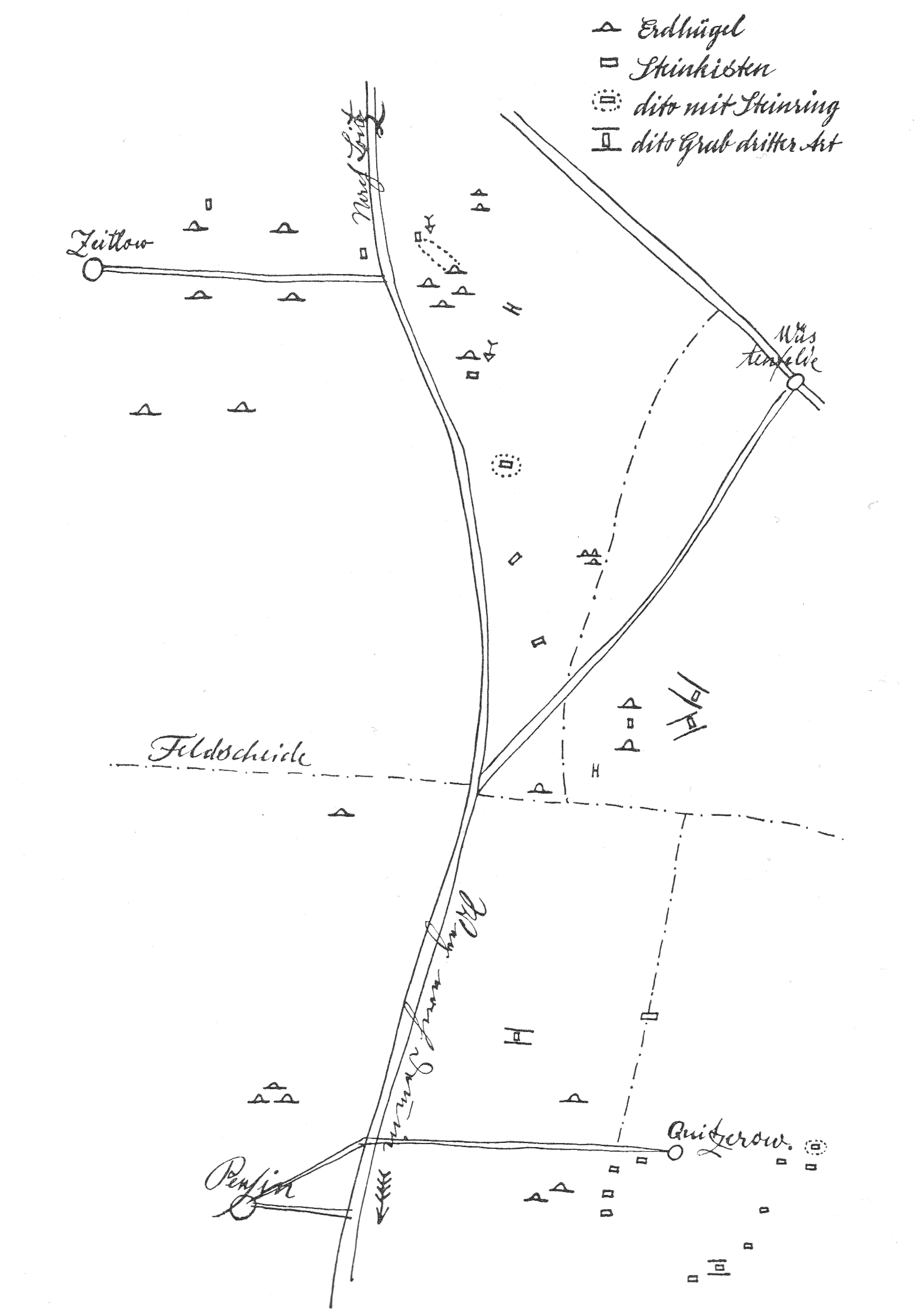
Lageplan der Großsteingräber und Grabhügel bei Zeitlow, Wüstenfelde, Pensin und Quitzerow nach von Hagenow

Die Gräber befanden sich östlich und südöstlich von Zeitlow. In der Umgebung gab es einst zahlreiche weitere Großsteingräber, etwa südöstlich bei Wüstenfelde und südlich bei Quitzerow und Pensin. Die nächsten noch erhaltenen Anlagen sind die gut 4 km östlich gelegenen Großsteingräber bei Sophienhof.
Die Anlagen von Zeitlow waren Teil einer größeren Gruppe von Megalithgräbern, die sich südwestlich von Greifswald zwischen Dargelin im Osten und Düvier im Westen erstreckt.

## Beschreibung
Bei allen Anlagen handelte es sich um Großdolmen. Fünf davon waren mit einem Rollsteinhügel ummantelt. Eine weitere Anlage besaß ein Hünenbett mit rechteckiger oder trapezförmiger Umfassung. Das einzige durch von Hagenow zeichnerisch festgehaltene Grab besaß eine kreisförmige Umfassung, von der offenbar noch 14 Steine erhalten waren. Die offenbar weitgehend intakte, ost-westlich orientierte Grabkammer bestand aus vier Wandsteinpaaren an den Langseiten, einem großen Abschlussstein an der östlichen Schmalseite, einem kleineren Abschlussstein an der westlichen Schmalseite, zwei kleinen angrenzenden Steinen und drei Decksteinen.